# Qarabağ Yaylası
Qarabağ Yaylası (armeniska: Gharabaghi Bardzravandak, ryska: Карабахское Нагорье, Karabachskoje Nagorje) är ett högland i Azerbajdzjan, på gränsen till Armenien. Det ligger i den sydvästra delen av landet, 300 km väster om huvudstaden Baku.
Trakten runt Qarabağ Yaylası består i huvudsak av gräsmarker. Runt Qarabağ Yaylası är det ganska glesbefolkat, med 31 invånare per kvadratkilometer.